# Svatý Neot
Svatý Neot (? - 870) byl anglický světec a mnich žijící v 9. století v Cornwallu. Zprávy o jeho životě se dochovaly v díle Life of King Alfred velšského mnicha Assera žijícího v Anglii na přelomu 9. a 10. století.
V mládí se stal pravděpodobně vojákem, později z vojenských služeb odešel a rozhodl se vstoupit do kláštera. Nejprve sloužil jako kostelník v Glastonburském opatství, ale později žil v Cornwallu, nejprve sám, později s rostoucí skupinou dalších mnichů nedaleko Bodmin Moor, kde se věnoval péči o chudé v okolí.
Jeho ostatky byly zachovány jako svaté relikvie v cornwallské obci, která nesla jeho jméno. Později byly umístěny v klášteře, který byl pojmenován na jeho počest jeho jménem a ostatky se staly prioritou tohoto kláštera. Nakonec se ztratily během vlády Jindřicha VIII. Tudora během rušení anglických klášterů. Jeho svátek je oslavován 31. července (slaví se poslední neděli v červenci). Je patronem ryb.
Dnes je po něm pojmenovaná vesnice v Cornwallu a město v hrabství Cambridgeshire. Existuje mnoho kostelů zasvěcených sv. Neotovi.